# OpenClassrooms
OpenClassrooms – spółka edukacyjna udostępniająca masowe otwarte kursy online prowadzone przez uniwersytety i instytuty naukowe z całego świata. Utworzona przez Mathieu Nebra. W kwietniu 2018 OpenClassrooms miała 1,0 mln użytkowników korzystających z 750 kursów prowadzonych.
Uczestnictwo w kursach oferowanych przez OpenClassrooms jest bezpłatne, płatne jest natomiast uzyskanie zweryfikowanych certyfikatów informujących o ukończeniu kursu i niektóre inne usługi.
Większość kursów jest prowadzona w języku francuskim, ale oferowane są również kursy w języku angielskim oraz hiszpańskim.